# Smørum Golfklub
Smørum Golfklub blev grundlagt i 1993, overtog i 2013 faciliteter fra Smørum Golfcenter. Smørum Golfklub er Danmarks første og største Pay and Play-center.
| Sport | Spire Denne artikel om sport er en spire som bør udbygges. Du er velkommen til at hjælpe Wikipedia ved at udvide den. |